# Блошниця протипроносна
Блошниця протипроносна, блошниця дизентерійна (Pulicaria dysenterica) — вид рослин з родини айстрових (Asteraceae), поширений на заході Північної Африки, у Європі й на південний схід до західних Гімалаїв.

## Опис

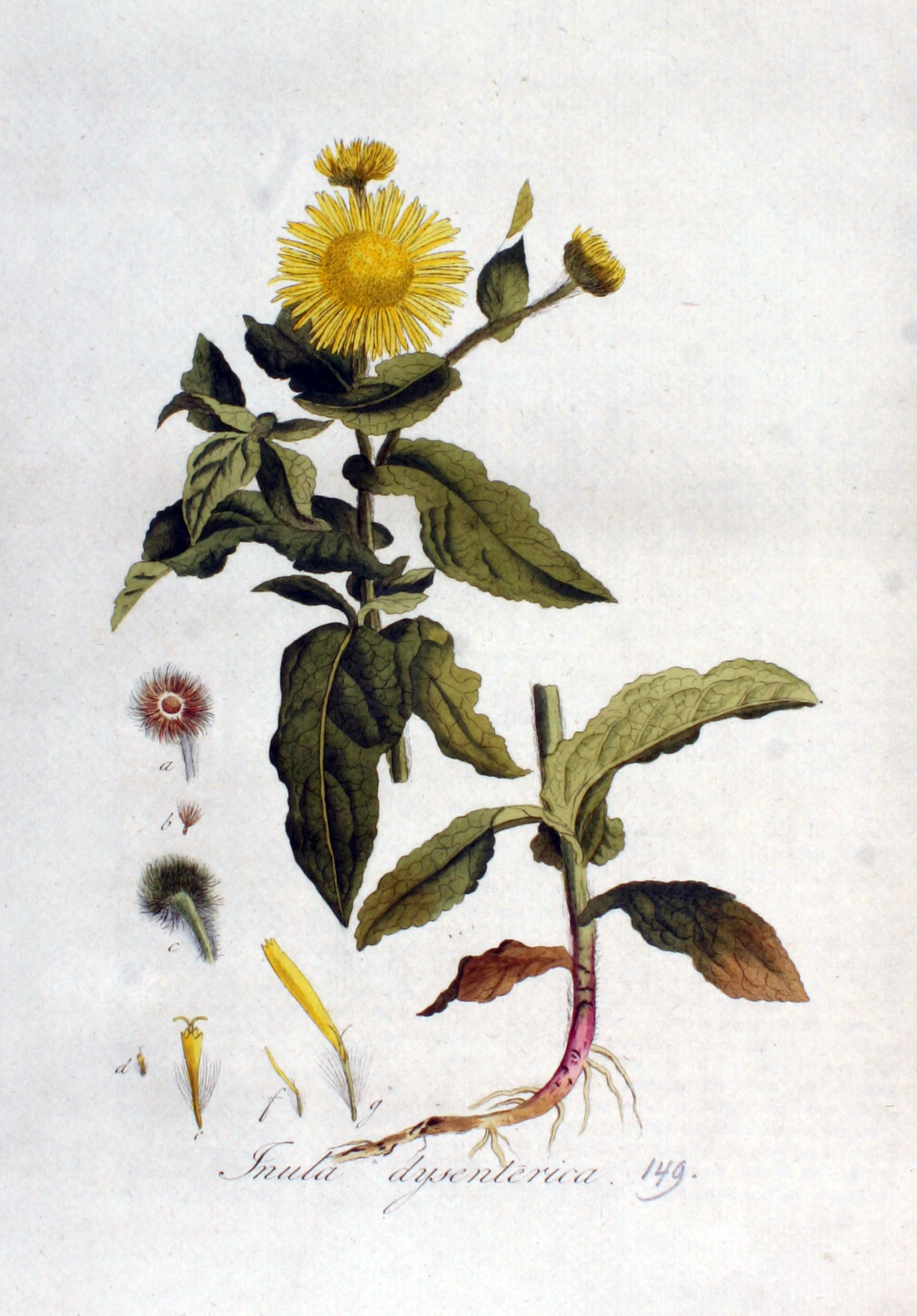
ілюстрація

Багаторічна рослина 20–60 см заввишки. Листки довгасті або довгасто-яйцеподібні, цільні або виїмчасто-зубчасті. Кошики нечисленні, 20–30 мм в діаметрі. Язички крайових квіток 4–7 мм завдовжки. 2n = 18.

## Поширення
Поширений на заході Північної Африки (Алжир, Марокко, Туніс), у Європі й на південний схід до західних Гімалаїв; натуралізований у Китаї.
В Україні вид зростає серед чагарників, на вологих луках, на краю боліт, берегів річок — зрідка в пд.-зх. і пд. ч. Степу (Одеська обл., ок. Одеси, с. Шабо Білгород-Дністровського р-ну; ок. Миколаєва; ок. Херсона).